# Macroglossum bifasciata
Espèce
Macroglossum bifasciata est une espèce de lépidoptères (papillons) de la famille des Sphingidae, de la sous-famille des Macroglossinae, tribu des Macroglossini, sous-tribu des Macroglossina, et du genre Macroglossum.

## Description
Les taches latérales abdominales sont jaunes. Le dessous des ailes est taupe avec de reflets roux et le dessus des ailes postérieures est orné d’une bande jaune.

## Répartition et habitat
Répartition
L'espèce est endémique de l'Inde.

## Biologie
Les chenilles se nourrissent sur le genre Strychnos.

## Systématique
L'espèce Macroglossum bifasciata a été décrite par le naturaliste britannique Arthur Gardiner Butler en 1875, sous le nom initial de Rhopalopsyche bifasciata.
- Transféré dans le genre Macroglossum par Kitching et Spitzer en 1995[2]

### Synonymie
- Rhopalopsyche bifasciata Butler, 1875